# Alva J. Fisher
Alva John Fisher, född 1862, död 1947, var en amerikansk ingenjör. Han uppfann den första elektriska tvättmaskinen, som blev revolutionerande, år 1908.